# Bjリーグオールスターゲーム
bjリーグオールスターゲームは、日本プロバスケットボールリーグ（bjリーグ）のオールスターゲームである。

## 概要
bjリーグは2005-06シーズンから始まったが、bjリーグオールスターゲームは次年度の2006-07シーズンから始まり、レギュラーシーズンの途中に中断期間を設けて1試合のみ開催している。
大会名は「（協賛社） presents bjリーグ（開催シーズン） オールスター in （開催地）」となっている。開催地の名称は都道府県名が基本だが、第4回は「仙台・宮城」、第10回は「仙台」が用いられた。
第1回は、翌シーズンから参入予定だった琉球ゴールデンキングスの本拠地である沖縄県が開催地に選ばれたが、第2回以降は既に参入しているbjリーグ球団の持ち回りで開催権が与えられ、その球団の本拠地がある都道府県で開催している。当初は東カンファレンスと西カンファレンスの輪番制だったが、2011-12シーズンの第6回以降は宮城県開催が決定している第10回まで5年連続で東側となっている。開催時期は基本的に1月下旬に開催されている（例外的に第2回は12月下旬に、第9回は2月上旬に開催された）。
bjリーグの「東アジア構想」に基づき、将来は日中韓3か国共催のオールスターの実現も目指している。一方、2009年（平成21年）にbjリーグと日本バスケットボールリーグ（JBL）の将来的な統合が打ち出されたことに伴い、bjとJBLの2リーグ間でのオールスターも検討されている。

## 大会概要
- 主催：日本プロバスケットボールリーグ及び開催地bjリーグチーム会社
- 共催
  - 沖縄テレビ放送（2006-07）
  - 大分合同新聞社（2008-09）
  - 指定管理者グランディ・21グループ、河北新報社、仙台放送（2009-10）
- 後援
  - 琉球新報社、宜野湾市観光振興協会（2006-07）
  - 新潟総合テレビ（2007-08）
  - テレビ大分（2008-09）
- 特別協賛
  - 全日本空輸（2006-07）
  - BSフジ（2007-08より2009-10まで）
  - マルコメ（2010-11より2013-2014まで）
  - ターキッシュ エアラインズ（2014-15より）

## 概略
カンファレンス（2006-07はレギュラーシーズンのブロック）による選抜チームの対抗戦形式で実施され、スリーポイントコンテスト及びダンクコンテストも行われる。
チームのメンバーはブースター投票選出5人と主催者推薦5人の計10人。

### ブースター投票
ブースター投票は11月から始まり、大会のおよそ1ヶ月前に締め切りとなる。各チームに付きガード2名、フォワード2名、センター1名の計5名を選び投票する。投票期間中2回に分けて中間発表が行われる。投票対象は締め切り前日時点でbjリーグに出場登録されている選手となる。
投票方法はリーグ公式ホームページ及び公式携帯サイトに加えて、以下の方式で実施されている。
- 2006-07 各試合会場の専用投票箱
- 2007-08 BSフジのデータ放送
- 2008-09 スポーツオーソリティのbjリーグ応援店舗に設置された投票箱、各試合会場投票ブース

### 前日イベント
2008-09からは開催前日にもイベントが開催されている。
2009-10の前日イベントのスケジュールは以下の通り。
- 10:00 仙台89ERSの選手がナビゲート「仙台・宮城観光&グルメツアー」
- 12:00 開場
- 12:30-13:30 バスケットボールクリニック（宮城県中学生選抜対象）
- 13:00 bjリーグホームタウンミーティング2010
- 14:20-15:20 WEST公開練習（サブアリーナ）
- 15:20-15:30 チアパフォーマンス&3P・ダンクコンテスト順番抽選会
- 15:30-16:30 EAST公開練習

### イベントスケジュール
2009-10のスケジュール
- 9:00 開場
- 9:00 - 9:15 選手お出迎えハイタッチ
- 9:15 - 9:55 選手コート内アップ
- 10:00 - 10:35 ログイン presents スリーポイントコンテスト
- 10:40 - 11:20 サッポロビール presents ダンクコンテスト
- 11:25 - 11:55 選手コート内アップ
- 11:55 - 12:00 bjハーモニー贈呈式
- 12:00 - 12:05 県知事挨拶
- 12:05 - 12:30　オープニングセレモニー
- 12:30 試合開始
- ハーフタイム 青山テルマコンサート

### ユニフォーム
第2回大会までは、bjリーグオフィシャルサプライヤーの尾崎商事（現・菅公学生服）よりスポルディングブランドで提供を受けていた。2008-09シーズンのオールスターはデサントが提供する。
なお、スリーポイント及びダンクコンテストでは所属球団のユニフォームを着用する。

### 試合方式
bjリーグ公式ルールに準ずる。

### 表彰
- MVP：賞金30万円
- MIP（2008-09より創設）：賞金10万円

## 放送
試合の模様はBSフジ（07-08より09-10まで特別協賛）で生中継される他、後日再放送も行われる。地上波では開催地のフジテレビ系列局での録画中継に加え、年度によってはフジテレビでも後日録画放送される。
また、第1回は1月30日放送の「すぽると!」にて「密着bjリーグ沖縄奮闘記」として特集された。

### 地上波放送
- 2006-07
  - 沖縄テレビ放送：2月11日14:00 - 14:55
  - フジテレビ：2月15日26:40 - 27:10
- 2007-08
  - 新潟総合テレビ：1月5日10:45 - 11:40
- 2008-09
  - テレビ大分：1月25日24:55 - 26:35
  - フジテレビ：2月1日25:00 - 26:00
- 2009-10
  - 仙台放送：1月31日24:35 - 26:25
  - フジテレビ：2月7日25:00 -

## 結果
- H ： ホーム、A ： アウェイ

| 回 | 日程            | 会場&本拠地球団                                                                                         | 結果 | 結果      | 結果      | 結果 | 観客数    | 備考                                                                            |
| 回 | 日程            | 会場&本拠地球団                                                                                         | WEST | WEST      | EAST      | EAST | 観客数    | 備考                                                                            |
| -- | --------------- | --- | ---- | --------- | --------- | ---- | --------- | ------------------------------------------------------------------------------- |
| 1  | 2007年 1月27日  | 宜野湾市立体育館 （沖縄県宜野湾市 北緯26度16分48.8秒 東経127度44分9.1秒）なし                           | H    | 097 - 126 | 097 - 126 | A    | 03,223 人 | 冠スポンサーはANA。 会場は翌シーズン参入予定の 琉球ゴールデンキングスのホーム。 |
| 2  | 2007年 12月29日 | 朱鷺メッセ （新潟県新潟市 北緯37度55分37.6秒 東経139度3分38.5秒）新潟アルビレックスBB                   | A    | 094 - 121 | 094 - 121 | H    | 04,529 人 | 同年より冠スポンサーはBSフジ。                                                  |
| 3  | 2009年 1月25日  | ビーコンプラザ （大分県別府市 北緯33度16分59.1秒 東経131度29分13.4秒）大分ヒートデビルズ                | H    | 096 - 117 | 096 - 117 | A    | 03,747 人 | 同年よりMIP創設。                                                               |
| 4  | 2010年 1月31日  | 宮城県総合運動公園総合体育館 （宮城県宮城郡利府町 北緯38度20分15.2秒 東経140度57分11.3秒）仙台89ERS     | A    | 105 - 102 | 105 - 102 | H    | 06,091 人 | 開催地名は「仙台・宮城」。                                                      |
| 5  | 2011年 1月23日  | 大阪府立体育会館 （大阪府大阪市 北緯34度39分43.8秒 東経135度29分56.9秒）大阪エヴェッサ                  | H    | 110 - 109 | 110 - 109 | A    | 03,676 人 | 同年より冠スポンサーはマルコメ。                                                |
| 6  | 2012年 1月15日  | さいたまスーパーアリーナ （埼玉県さいたま市 北緯35度53分41.5秒 東経139度37分50.8秒）埼玉ブロンコス      | A    | 120 - 093 | 120 - 093 | H    | 14,011 人 |                                                                                 |
| 7  | 2013年 1月20日  | 有明コロシアム （東京都江東区 北緯35度38分11.2秒 東経139度47分24.3秒）なし                              | A    | 128 - 119 | 128 - 119 | H    | 08,718 人 |                                                                                 |
| 8  | 2014年 1月26日  | 秋田市立体育館 （秋田県秋田市 北緯39度43分32.3秒 東経140度5分15.8秒）秋田ノーザンハピネッツ             | A    | 091 - 098 | 091 - 098 | H    | 04,572 人 |                                                                                 |
| 9  | 2015年 2月1日   | 群馬県総合スポーツセンター （群馬県前橋市 北緯36度26分14.1秒 東経139度2分33.3秒）群馬クレインサンダーズ | A    | 105 - 094 | 105 - 094 | H    | 04,328 人 | 同年より冠スポンサーが ターキッシュ エアラインズ。                              |
| 10 | 2016年 1月24日  | ゼビオアリーナ仙台 （宮城県仙台市 北緯38度13分49.2秒 東経140度53分13.9秒）仙台89ERS                     | A    | 108 - 115 | 108 - 115 | H    | 04,041 人 | 開催地名は「仙台」。                                                            |

## 歴代表彰
| 回 | MVP                            | MIP                            | 備考              |
| -- | ------------------------------ | ------------------------------ | ----------------- |
| 1  | ジェロッド・ワード（富山）     |                                |                   |
| 2  | 小菅直人（新潟）               |                                |                   |
| 3  | ボビー・セントプルー（仙台）   | マイケル・パーカー（福岡）     | この年よりMIP創設 |
| 4  | マイケル・パーカー（福岡）     | ウェンデル・ホワイト（浜松）   |                   |
| 5  | リン・ワシントン（大阪）       | 青木康平（東京）               |                   |
| 6  | リン・ワシントン（大阪）       | ジョン・ハンフリー（埼玉）     |                   |
| 7  | マイケル・パーカー（島根）     | ドゥレイロン・バーンズ（横浜） |                   |
| 8  | 富樫勇樹（秋田）               | エドウィン・ユービレス（京都） |                   |
| 9  | テレンス・ウッドベリー（滋賀） | スクーティー・ランダル（岩手） |                   |
| 10 | ルブライアン・ナッシュ（福島） | スクーティー・ランダル（島根） |                   |

## 記録
- 最多出場：青木康平（東京A→大阪→東京C→福岡）9回
- 最多得票：富樫勇樹（秋田、2013-14）48,484票
- 最多得点：ジェロッド・ワード（富山、2006-07） 34点

## スリーポイント及びダンクコンテスト
スリーポイントコンテスト、ダンクコンテストともに各6名が出場する。出場者はオールスターとは別に選考の上で決定されるため、メインの試合に出場しない選手も選ばれる。
2009-10はスリーポイントコンテストに元JBL・トヨタ自動車の石田剛規が特別参加、ダンクコンテストでは特別審査員として俳優の永井大（中継のゲスト解説）が加わる。

### スリーポイントコンテスト
- 持ち時間は60秒。スリーポイントラインの外側5か所（左右90度・45度・真正面）から5本ずつ計25本ショットを放ち、成功数を競う。
- ポイントは各所、4投目までが1点で最後の5投目はカラーボール使用で入れば2点で合計6点。パーフェクトならば30点入る。
- EAST、WESTそれぞれで予選を行い、予選最多得点者による決勝戦で優勝を決定する。
- 決勝ポイントが同点の場合には延長戦を行ない差を付けるまで延々と行なう。

歴代優勝者
- 2006-07 マット・ギャリソン（新潟）
- 2007-08 マット・ギャリソン（新潟）
- 2008-09 鈴木裕紀（大分）
- 2009-10 岡田優（高松）
- 2010-11 岡田優（滋賀）
- 2011-12 青木康平（大阪）
- 2012-13 岡田優（京都）
- 2013-14 パトリック・サンダース（長野）
- 2014-15 田口成浩（秋田）
- 2015-16 田口成浩（秋田）

### ダンクコンテスト
- 持ち時間は60秒。その間であれば何本でもダンクショットを放つ事ができる。審査員による採点の合計が最も高かったダンクの得点を競う。
- 得点上位2名により改めて決勝戦で優勝を決定する。
- このダンクでも決勝ポイントが同点の場合には延長戦を行なう。

歴代優勝者
- 2006-07 ラシード・スパークス（高松）
- 2007-08 ラシード・スパークス（高松）
- 2008-09 ブライアン・シンプソン（沖縄）
- 2009-10 橘佳宏（仙台）
- 2010-11 橘佳宏（仙台）
- 2011-12 ジョン・ハンフリー（埼玉）
- 2012-13 ラリクエス・カニングハム（宮崎）
- 2013-14 ザック・アンドリュース（大阪）
- 2014-15 ディショーン・スティーブンス（秋田）
- 2015-16 ジョン・フロウヴェウス（東京）

## エピソード
- 第2回新潟大会のダンクコンテストはお笑いダンクコンテストとなった。フェニックスになったり、バナナを食べると元気100倍になったり、ヘディングダンクを決めたり人間越えの日本版が実現したりと笑いが絶えなかった。
- 第3回のオールスターゲームでも、ダンクコンテストでダンクを決めてブラック・ジャックに変身するなどの爆笑に沸いたダンクコンテストとなった。レーンアップも披露された。